# تیسائوگ
تیسائوگ (به مجاری: Tiszaug) یک منطقهٔ مسکونی در مجارستان است که در ناحیه تیساکچکه‎ واقع شده‌است. تیسائوگ ۲۵٫۰۴ کیلومتر مربع مساحت و ۸۸۹ نفر جمعیت دارد.